# Еджгаєху Тає
Еджгаєху Тає (англ. Ejgayehu Taye; нар. 10 лютого 2000) — ефіопська легкоатлетка, яка спеціалізується у бігу на довгі дистанції.

## Спортивні досягнення
Фіналістка (5-е місце) Олімпійських ігор у бігу на 5000 метрів (2021).
Срібна призерка чемпіонату світу серед юніорів у бігу на 5000 метрів (2018).
Рекордсменка світу серед жінок з шосейного бігу на 5 кілометрів у змішаних (за одночасної участі чоловіків та жінок) забігах (14.19; 2021).

## Основні міжнародні виступи
| Рік  | Змагання                      | Місто   | Місце | Дисципліна |
| ---- | ----------------------------- | ------- | ----- | ---------- |
| 2018 | Чемпіонат світу серед юніорів | Тампере | 2     | 5000 м     |
| 2019 | Африканські ігри              | Рабат   |       | 5000 м     |
| 2021 | Олімпійські ігри              | Токіо   |       | 5000 м     |